# 南天门满族乡
南天门满族乡，是中华人民共和国河北省承德市兴隆县下辖的一个乡镇级行政单位。

## 行政区划
南天门满族乡下辖以下地区：
牛圈子村、分水岭村、大营盘村、庙岭村、郭家庄村、南天门村、石庙子村、东八品叶村、大洼村和杨树岭村。